# 마리아 주앙 바스투스
마리아 주앙 바스투스(Maria João Bastos, 1975년 6월 18일 ~ )는 포르투갈의 배우이다. 2011 포르투갈 골든글로브 여우주연상 수상자이다.